# Le Complexe d'Eden Bellwether
Le Complexe d'Eden Bellwether (titre original en anglais : The Bellwether Revivals) est le premier roman de l'écrivain anglais Benjamin Wood paru originellement le 2 février 2012 aux éditions Simon & Schuster et dans sa traduction en français le 28 août 2014 aux éditions Zulma. Il a reçu la même année le prix du roman Fnac.

## Accueil critique
Le roman est récompensé par le prix du roman Fnac en septembre 2014.

## Éditions
- Éditions Zulma, 2014,  (ISBN 978-2843047077)